# Стереолітографія

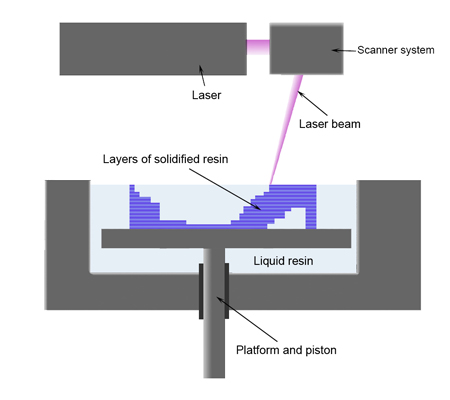

Стереолітографія — технологія 3D-друку, яка використовується для виробництва моделей, прототипів, зразків і деталей продукції шар за шаром, шляхом затвердіння фото-чутливого матеріалу (фотополімеру), який піддається дії УФ лазеру, або іншого подібного джерела енергії.

## Історія
Термін «стереолітографія» був започаткований в 1986 р. Чарльзом (Чаком) Халлом, який запатентував метод і апарат для виробництва суцільних об'єктів за допомогою послідовного «друкування» один на одного тонких шарів із матеріалу, який твердіє під дією ультрафіолету. В патенті Халла описується концентрований пучок ультрафіолетового світла, який фокусується на поверхню ємності з рідким фотополімером. Світловий промінь видруковує об'єкт на поверхні рідини шар за шаром за допомогою полімеризації. Це складний процес утворення твердого об'єкта, який потребує автоматизації. У 1986 році Халл заснував першу компанію 3D Systems Inc, яка почала втілювати у комерційному просторі цей метод, на даний момент компанія базується в місті Рок-Хілл, штат Південна Кароліна.
Були проведені перші роботи по побудові математичний моделей процесу стереографії і алгоритмів проектування, щоб дозволити визначити чи може запропонований об'єкт бути виконаний за допомогою даного методу.

## Технологія
Стереолітографія - це процес виробництва в рамках технології 3D-друку, який використовує рідинну смолу, здатну затвердіти під впливом ультрафіолетового лазера, для створення деталей шар за шаром. Для формування кожного шару лазер пройде через поперечний переріз деталі, розташованої на поверхні рідини смоли. Під впливом ультрафіолетового світла смола витверджується, утворюючи шар моделі певної форми і з'єднуючись з попереднім шаром, розташованим знизу. Виріб друкується шарами, які формуються за допомогою лазерного випромінювання на рухомій платформі.
Після того як шар був побудований, рухома платформа опускається на відстань, яка дорівнює товщині одного шару, і зазвичай складає 0,05 мм до 0,15 мм. На цій новій поверхні рідини, друкується наступний шар виробу, беручи початок з попереднього шару. В результаті такого процесу формується повна 3D-модель. Після цього, отриманий виріб занурюють в хімічну ванну, щоб очистити від надлишку смоли, а потім проводять процес полмеризації в ультрафіолетовій печі.

## Застосування
Сферами застосування стереолітографії є стоматологія (для створення зубних протезів), моделізм (для створення детальних моделей та деталей моделей реальних об'єктів у зменшеному масштабі), тощо.